# جوستين تورنر
جوستين تورنر (بالإنجليزية: Justin Turner) (و. 1984  م) هو لاعب كرة قاعدة، من الولايات المتحدة، ولد في لونغ بيتش، كاليفورنيا، مركز لعبه هو قلب الدفاع ‏.

## روابط خارجية
- جوستين تورنر على موقع دوري كرة القاعدة الرئيسي (الإنجليزية)
- جوستين تورنر على موقعبيزبول رفرنس.كوم (الدوري الرئيسي) (الإنجليزية)
- جوستين تورنر على موقعبيزبول رفرنس.كوم (الدوري الثانوي) (الإنجليزية)
- جوستين تورنر على موقع إي إس بي إن.كوم (أم.أل.بي) (الإنجليزية)
- جوستين تورنر على موقع مشجعي الرسوم البيانية (الإنجليزية)